# Stary Uścimów
Stary Uścimów – wieś w Polsce położona w województwie lubelskim, w powiecie lubartowskim, w gminie Uścimów. Na zachód od miejscowości znajduje się jezioro Uścimowskie.
W latach 1975–1998 miejscowość należała administracyjnie do województwa lubelskiego.
Stary Uścimów jest siedzibą gminy Uścimów oraz rzymskokatolickiej parafii św. Apostołów Piotra i Pawła.
Wieś stanowi sołectwo gminy Uścimów. Według Narodowego Spisu Powszechnego z roku 2011 wieś liczyła 403 mieszkańców.

## Części wsi
| SIMC    | Nazwa           | Rodzaj    |
| ------- | --------------- | --------- |
| 0392974 | Uścimów-Kolonia | część wsi |

## Historia
Dziś Stary i Nowy Uścimów notowany w roku 1442 jako Vscimow, następnie w 1461 jako Hvsczymow. W roku 1472 – Wscymow, 1473 – Vsczymow, 1475 – Wsczimow, 1470–1480 – Usczymow, 1529 – Vstymow.
Wieś historycznie położona: w roku 1472 powiecie parczowskim, w roku 1514 lubelskim, parafii Ostrów.
Własność w części szlachecka w części królewska. Biskup Zbigniew Oleśnicki w roku 1442 włącza Uścimów. do nowo erygowanej parafii Ostrów wraz z dziesięcinami z ról dziedzica Pawła.
W latach 1461–1468 dziedzicem był szlachetny Stanisław Starzyński alias Rogalicz z Uścimowa. Kazimierz IV Jagiellończyk w 1472 zezwala Jakubowi Zaklice z Międzygórza wykupić Uścimów z rąk Stanisława z Uścimowa oraz zapisuje Jakubowi na tej wsi 100 grzywien. W 1473 król zapisuje temuż Jakubowi na Uścimowie 100 grzywien, a w 1475 jw. 50 grzywien. W roku 1505 król Aleksander zezwala Stanisławowi Kuropatwie wykupić własność królewską Uścimowa z rąk Hieronima Zakliki z Mięrzygórza. W roku 1512 Zygmunt I Stary zezwala Stanisławowi Kuropatwie z Łańcuchowa kasztelanowi chełmskiemu i tenutariuszowi parczowskiemu wykupić Uścimów z rąk Hieronima Zakliki z Czyżowa (w powiecie sandomierskim). Dwa lata później w roku 1514 Zygmunt I zezwala wymienionemu Hieronimowi na zastawienie wsi Uścimów za 400 florenów Stanisławowi Kuropatwie.
W roku 1529 dziesięcina z folwarku oddawana była plebanowi w Ostrowie. W latach 1531–1533 pobór z 5 łanów (Rejestr Poborowy).
W roku 1564 tenuta parczowska posiadała tu 39 kmieci na 10½ łana, było 3 karczmarzy na półłankach, 5 zagrodników młyn i folwark.
W styczniu 1864 roku pod Uścimowem miała miejsce jedna z bitew powstania styczniowego; zginął w niej m.in. major wojsk powstańczych Bogusław Ejtminowicz.